# コトブキソリューション
株式会社コトブキソリューションは、日本の携帯電話向けゲームソフト・ソフトウェア制作会社。業務用ソフトウェアの開発も手がける。

## 概要
2004年、コトブキシステムからの分社により設立。本社は広島県呉市。東広島市と大阪府吹田市にスタジオを、東京都新宿区と広島市中区に支社を持つ。携帯電話やスマートフォン向けにファミコン時代の旧作ゲームの移植や、新作ゲームの開発、販売を手がける。また、Wiiやニンテンドー3DS、PlayStation Vita等、家庭用ゲーム機へのソフト展開も行っている。かつてコトブキシステムのゲームソフトブランド名であった「ケムコ」（KEMCO）は現在、同社が受け継いだ形となっている。

## 開発タイトル

### オリジナル作品
- ソーサリーソード（RPG/2004年）
- ソーサリーソード2（RPG/2004年）
- 黄金の魔王モンスターフレンズ（RPG/2004年）
- 暁の聖王ホーリーウォーズ（SLG/2005年）
- ヴァンパイアハーツ（RPG/2005年）
- ドラゴンタワーシリーズ（RPG他/2005年 - ）
- フラン（RPG/2005年）
- ウチの猫（SLG/2005年）
- 計算王（脳トレ/2005年）
- フランの不思議なブロック（SLG/2006年）
- ヤッターマン（RPG/2006年）
- ゴハンA定食（バカゲー/2006年）
- プリンセスフェザー（RPG/2006年）
- MOON LOVE 〜月夜の女子高生〜（ADV/2006年）
- あそぼ!ドキドキクイズ学園（クイズ/2006年）
- アクロスエイジ（RPG/2007年）
- カスタムゴルフ（SPT/2007年）
- テリトリアルユニオン（SLG/2007年）
- あまこい（ADV/2007年）
- くれないの刻（SLRPG/2007年）
- プラネタルギア（SLRPG/2007年）
- 海の上（SLG/2007年）
- ガッチャマン（RPG/2007年）
- SRPG横山光輝三国志（SLRPG/2007年）
- アルファディアシリーズ（RPG/2007年 - ）
- ぼくのサッカークラブ（SPT/2008年）
- マーメイドロマンス（RPG/2008年）
- 海賊サーガ（RPG/2008年）
- サウザンドナイツ戦記（SLG/2008年）
- I am 魚（ADV/2008年）
- ウチの猫2（SLG/2008年）
- オルレアンの乙女 〜ジャンヌ・ダルクの物語〜（RPG/2008年）
- ダンジョン&デスティニー（RPG/2008年）
- ぬいぐるみのきもち（RPG/2009年）
- ゴルフカントリー・ゴルフジャパン・ゴルフリゾート（SPG/2009年 - 2010年）
- 幻想クロニクル（RPG/2010年）
- 最果ての騎士（RPG/2010年）
- 鈍色のバタフライ（ADV/2010年）
- トガビトノセンリツ（ADV/2011年）
- D.M.L.C. デスマッチラブコメ（ADV/2013年）
- レイジングループ（ADV/2015年）

### Wiiウェアのオリジナル作品
- ソーサリーブレイド（RPG/2008年）- 2010年に携帯アプリに移植されている

### 家庭用からの移植作品
- インドラの光（RPG/2003年）
- 砂漠の狐（SLG/2002年）
- 砂漠の狐V2（SLG/2003年）

## 開発委託元
- ナツメ - くれないの刻、かごのことり、プラネタルギア、ぼくのサッカークラブなど
- ライドオン - サウザンドナイツ戦記
- EXE CREATE - フラン、アクロスエイジ、あまこいなど
- Hit-Point - オルレアンの乙女、幻想クロニクルなど
- MAGITEC - 冒険学園ユナイヴェール、超精神機エキサイバー
- WorldWideSoftWare - イノセントサーガ -銀青の空へ-、イブ オブ ザ ジェネシスなど
- オルジェスタ - 脱出ゲーム -ハザマノヘヤ-、幕末維新伝龍馬など
- IXILL - グランエレメント、われらピコット冒険隊～ピコ姫救出作戦～など